# J. R. Bohannon
John R. Bohannon (* 1987 in Louisville, Kentucky) ist ein US-amerikanischer Fingerstyle-Gitarrist.

## Leben und Wirken
J. R. Bohannon, der aus Kentucky stammt, lernte als Kind klassische Gitarre. Im College beschäftigte er sich mit brasilianischer Musik. Er spielt 6- und 12-saitige Gitarre und lebt seit 2009 in New York City; er ist in den Traditionen des amerikanischen Südens verwurzelt und hat sein Handwerk in seinem Drone-/Ambient-Projekt Ancient Ocean weiterentwickelt. Mehrere Jahre lang trat er mit traditionellen Bluegrass- und Folk-Musikern auf, aber auch mit der Gitarristin Torres und der New Yorker Formation Gold Dime. Des Weiteren spielte er im Duo mit Ryley Walker. 2019 erschien seine EP Recôncavo (Phantom Limb), außerdem sein Debütalbum Dusk, mit Bassist Luke Stewart als Gastmusiker.
2022 legte Bohannon bei Astral Editions das Soloalbum Compulsions vor, entstanden war es während der COVID-19-Pandemie in den Vereinigten Staaten, als Bohannon, der an einer Zwangsstörung leidet, eine Reihe von Improvisationen im amerikanischen Folk-Stil spielte, die jeweils während einer Panikattacke aufgenommen wurden. Zusätzlich zur akustischen Gitarre akzentuierte Bohannon einige der Stücke im Mehrspurverfahren mit Slide-Gitarre und Pedal Steel Guitar. Diese langsamen und melancholischen Stücke hätten fesselnde Melodien, die Bohannon zur Selbstberuhigung nutzte, schrieb Mike Borella (Avant Music News). „Man kann nicht einfach nur die Schönheit seiner Fingerstyle-Melodien genießen, ohne zu erkennen, dass darunter etwas Beunruhigendes lauert.“
Bei Astral Spirits veröffentlichte er 2023 die Single J. R. Bohannon Plays Vince Guaraldi, mit dessen Stücken „Christmas Time Is Here“ und „Skating“, beide aus Guaraldis A Charlie Brown Christmas von 1965. Mit Dave Shuford legte Bohannon 2024 das Duoalbum Reclined in the Haze (Barchan Dune) vor.